# Benedict Singh
Benedict Singh, né le 2 décembre 1927 à Lusignan, Demerara (Guyana) et décédé le 12 septembre 2018 à Georgetown, est un prêtre catholique guyanais. D'abord auxiliaire (1971) il est nommé évêque de Georgetown le 12 août 1972, un poste qu'il occupe jusqu'à sa démission le 10 novembre 2003.

## Biographie
Son ordination sacerdotale eut lieu à Rome le 7 décembre 1954. Il obtient son doctorat de théologie à Rome en 1957 avec une thèse sur “The Theory of Relevation in Hindu Philosophy and Religion”. De retour dans son pays natal il est curé d'une paroisse côtière du diocèse.
Le 18 février 1971, le pape Paul VI nomme le père Benedict Singh évêque auxiliaire du diocèse de Georgetown.
Le 18 avril 1971, dans la cathédrale de l'Immaculée-Conception comble, Benedict Singh est conduit à l'autel pour être consacré premier évêque de l'Église catholique né au Guyana, au titre d'évêque auxiliaire du diocèse de Georgetown. 
Le 12 août 1972, il succède à Richard Lester Guilly comme évêque de Georgetown, poste qu'il occupe jusqu'à sa retraite le 10 novembre 2003.
Il meurt le 12 septembre 2018 au Balwant Singh Hospital de Georgetown.

## Distinctions
- Cacique's Crown of Honour (C.C.H.)[4].